# Racer 75
Racer 75 in Kings Dominion (Doswell, Virginia, USA) ist eine Racing-Holzachterbahn des Herstellers Philadelphia Toboggan Coasters mit der Seriennummer 143, die am 3. Mai 1975 als Rebel Yell eröffnet wurde.
Bei der Bahn gibt es eine rote Seite und eine blaue Seite. Beide Strecken sind gleich lang und besitzen fast das gleiche Layout. Sie erreicht eine Höhe von 25,9 m und besitzt ein maximales Gefälle von 50°.

## Geschichte
- Ursprünglich verlief Rebel Yell parallel zum Lake Charles, einem großen künstlichen See im nordwestlichen Bereich von Kings Dominion. In den frühen 1990ern wurde der See zu zwei dritteln entwässert, um Platz zu schaffen für den Bau eines neuen Wasserparks.
- Zwischen 1993 und 2007 fuhren die Züge auf einer Seite von Rebel Yell rückwärts. Diese wurden jedoch wieder vorwärts gedreht, da es Beschwerden von Besuchern gab, welche über Rückenprobleme klagten.
- Sie wurde nach dem Schlachtruf Rebel yell benannt, welcher von konföderierten Soldaten während des Sezessionskrieges benutzt wurde.
- Sie ist ein Drehort im Film Achterbahn von 1977.
- Seit der Saison 2018 trägt sie den Namen Racer 75 in Anlehnung an ihr Eröffnungsjahr.

## Züge
Racer 75 besitzt vier Züge mit jeweils fünf Wagen. In jedem Wagen können sechs Personen (drei Reihen à zwei Personen) Platz nehmen. Die Fahrgäste müssen mindestens 1,12 m groß sein, um mitfahren zu dürfen.